# 哈利波特：魔法觉醒
《哈利波特：魔法觉醒》是由華納兄弟互動娛樂及網易聯合開發、網易為授權發行商的角色扮演遊戲，2021年9月9日於Android和iOS平台上线，2024年2月6日Microsoft Windows端上線。MacOS系统可以通过专门的模拟器进行游戏。該遊戲的劇情設定為哈利·波特等人与佛地魔终战多年之后，玩家则扮演新生进入霍格華茲学习魔法的故事，可以在分院仪式上选择自己的学院，并“入住”不同风格的公共休息室和寝室。不過該遊戲一些劇情場景的設定與哈利·波特原著有所不同。
游戏还原了九又四分之三站台、对角巷、霍格沃茨城堡、禁林、魁地奇球场等经典场景。游戏模式包括主线剧情、支线任务、魁地奇训练赛、魔法课程、禁林探险、决斗、舞会、社团活动、学院活动等。玩家可以使用不同的“回响”、魔咒卡和伙伴卡，与NPC和其他玩家进行对决。《哈利·波特》系列和《神奇动物在哪里》系列中的角色、魔咒、魔法物品和神奇生物在本游戏中以不同方式出现。預計在2022年底全球發佈 。據 Sensor Tower 數據顯示，2022 年 1 月 1 日至 9 月 30 日期間，《哈利波特：魔法覺醒》在全球以 IP 打造的手機遊戲排名第 31 位，總營收約為 8,450 萬美元。《哈利波特：魔法覺醒》於2023年6月27日全球上市。

## 場景

### 霍格華茲及周邊
決鬥社
舞會
禁忌森林
海格的小屋

### 斜角巷
古靈閣
摩金夫人各式長袍店
奧利凡德魔杖商店
衛式巫術法寶店
吚啦貓頭鷹商場
優質魁地奇用品商店
幸運輪盤

### 活米村
三根掃帚
豬頭酒吧
泥腳夫人茶館
桑科的惡作劇商店
高級巫師服飾
蜂蜜公爵糖果店
活米村郵局
尖叫屋
瘋狂的藤蔓
安德烈美味工坊

### 黑湖
淺水區
深水區
湖底

### 倫敦
魔法部

## 角色
下文所述的“主角”是指玩家控制的角色，出身麻瓜家庭，玩家可自定义主角的姓名、性别、外貌和学院。

### 原创角色

#### 主角的同学们
- 凯文·法雷尔（Kevin Farrell）：学习成绩优秀，运动能力很差，爱看书，不希望朋友们到处惹事，喜欢羅宾。
- 丹尼尔·佩杰（Daniel Page）：胆小，懦弱，自卑，擅长制作魔药，总被卡珊德拉三人组欺负。家族似乎与某个组织有关：父亲是麻瓜，被关押在某个麻瓜监狱，母亲是女巫，被关押在阿兹卡班，还有一个在监狱里的哑炮哥哥雷沃，在家里的哑炮姐姐艾斯梅。三年級劇情主線。
- 羅宾·西斯尔斯韦特（Robyn Thistlethwaite）：运动能力很强的女孩，魁地奇队主力，个子比大多数男生还要高，非常重义气，对朋友十分忠诚，笑点很低，有时候自己就是最大的笑料。喜歡凱文。
- 洛蒂·特纳（Lottie Turner）：性格活泼开朗，受父亲的影响喜欢画画，对美术有独到的见解，经常画出传神的作品，身上经常沾着很多颜料。父亲在她小的时候被黑巫师袭击，下落不明，后来在一只神秘蝴蝶的指引下找到了父亲的遗作。二年級劇情主線。
- 艾薇·沃灵顿（Ivy Warrington）：有自信，有主见，能够控制自己强大的魔法天赋，经常为朋友两肋插刀，哪怕为此违反校规，只是总爱忘事。父亲是麻瓜，母亲是女巫，和外婆一起长大。本来有个长得一模一样的孪生姐姐温尼菲尔德（Winnefield Warrington），但两姐妹入学前发生争执，脾气暴躁的姐姐对妹妹使用了消失咒，却反弹到自己身上，至今下落不明，魔法部将此事定为意外。外婆试图用遗忘咒让艾薇忘掉此事，却因为操作失误让她徒增烦恼。一年級劇情主線。
- 卡珊卓·沃雷（Cassandra Vole）：斯莱特林的学生，父亲在魔法部工作，性格高傲，大小姐脾气，嘴上从来不饶人，但实际上只是希望证明自己高人一等，经常带着弗雷兄弟一起出现。
- 费舍尔·弗雷（Fischer Frey）和科尔比·弗雷（Colby Frey）：合称弗雷兄弟（The Frey Brothers），斯莱特林的一对孪生兄弟，长得一模一样，平时总爱跟着卡珊德拉，除了搞恶作剧以外没有任何能做成的事情，学习成绩十分糟糕。

#### 其他原创角色
- 戈尔斯基教授（Prof. Gorsky）：客座教授，魔法史教师，上课时总带着一只狐猴，爱讲述自己周游世界的见闻和展示自己来自世界各地的收藏品。后来发现那只狐猴其实是一名黑巫师（也是洛蒂的杀父仇人）的阿尼玛格斯形态，一直用魔法控制着他，试图找到霍格沃茨的宝藏。
- 布林德莫教授：黑魔法防御术教师，真面目永远藏在头巾下，从声音判断应该是女性。
- 葛斯莫（Gossamer）：一幅油画里的骑士，常被叫做“葛骑士”，个子不高，穿着一身中世纪的铠甲。多年前被人封印在油画里，放在霍格沃茨一个隐蔽的角落，后来被主角和朋友们意外发现并救出，从此成了主角的朋友和向导，经常利用自己可以穿梭于油画中的能力帮助主角和朋友们。但性格过于活泼，让其他油画十分反感，主角和朋友们只好把他放在学院公共休息室。

### 主线剧情中出现的《哈利·波特》系列角色
- 哈利·波特（Harry Potter）：《哈利·波特》系列主角，格兰芬多毕业生，魔法部傲罗局长，战胜伏地魔的勇士。在主角第一次进入国王十字车站九又四分之三站台时提供帮助，后来回霍格沃茨看望自己的老朋友纳威·隆巴顿。
- 米勒娃·麦格（Minerva McGonagall）：霍格沃茨校长，前格兰芬多院长兼变形术教师，为人正直、严厉、是非分明。
- 鲁伯·海格（Rubeus Hagrid）：混血巨人，钥匙管理员、猎场看守人兼奇獸飼育學教授，对各种危险的神奇动物情有独钟，麦格教授和学生们都很担心他出事。心地善良，待人热情，游戏开篇时送主角去国王十字车站乘坐霍格沃茨特快列车。常带着一只名叫牙牙的猎犬。
- 菲利乌斯·弗立维（Filius Flitwick）：魔咒课教师，雷文克勞院长，身材矮小（因为是人和妖精的混血），讲课时必须站在一堆书的上面，年轻时是一位决斗高手。
- 罗兰达·霍琦（Rolanda Hooch）：飞行课教师，魁地奇比赛裁判。
- 霍拉斯·斯拉格霍恩（Horace Slughorn）：魔药课教师，斯莱特林院长。
- 西比尔·特丽劳妮（Sybill Patricia Trelawney）：占卜课教师，没有任何占卜天赋（除了准确预言过哈利·波特和伏地魔的事），每年都预言一名学生的死亡，但从来没准过，大多数师生只把她当成个老骗子。
- 纳威·隆巴顿（Neville Longbottom）：草药学（也是上学时唯一擅长的科目）教师，哈利·波特的同学兼好友，於本作為格兰芬多院长，霍格沃茨之战的英雄。
- 阿格斯·费尔奇（Argus Filch）：霍格沃茨管理员，哑炮，对城堡的结构十分熟悉，每天带着一只名叫洛丽丝夫人的猫在城堡里四处游荡，总想抓住几个违纪的学生。脾气暴躁，很不受师生们的喜欢，一直希望恢复对学生的体罚却总不成功。
- 皮皮鬼（Peeves）：紫色皮肤，实际上是个喧闹鬼，爱搞恶作剧，有时连教授和鬼魂们都不放过，葛骑士就是在他和主角的争斗中被意外解开了封印。
- 差点没头的尼克（Nearly Headless Nick）：本名敏西—波平顿的尼古拉斯爵士（Sir Nicholas de Mimsy-Porpington），格兰芬多的鬼魂。
- 胖修士（The Fat Friar）：赫奇帕奇的鬼魂。
- 格雷女士（The Grey Lady）：本名海伦娜·拉文克劳（Helena Ravenclaw），罗薇娜·拉文克劳的女儿，生前是血人巴罗的追求对象，因拒绝血人巴罗而被他杀害，成为拉文克劳的鬼魂。
- 血人巴罗（The Bloody Baron）：生前追求海伦娜被拒，一怒之下将其杀死后负罪自尽，成为斯莱特林的鬼魂，平时总带着铁链赎罪，皮皮鬼唯一的克星。
- 哭泣的桃金娘（Moaning Myrtle）：本名桃金娘·伊丽莎白·沃伦（Myrtle Elizabeth Warren），生前是拉文克劳的学生，1943年在霍格沃茨二楼女生盥洗室被密室里的蛇怪杀死，成为蛇怪的最后一个牺牲品。死后一直留在遇害的盥洗室，经常为一些小事痛哭流涕，大吵大闹。

## 外部連結
- 官方网站